# 高须贺由枝
高須賀由枝（1973年5月2日—），日本漫畫家。愛媛縣松山市出生，目前居住於東京都。金牛座，血型B型。日本國立愛媛大學教育學部肄業。

## 經歷
- 1991年的《りぼん冬季號》連載出道作《Revolution》。
- 1997年的《りぼん9月號》開始連載代表作《Good Morning Call》，連載於2002年結束。
- 2006年在《Cookie》的增刊《Cookie Box》刊載《Good Moring Call》的續篇《Good Morning Kiss》。
- 2009年《Good Morning Kiss》開始在《Cookie》上連載。

## 作品
- 甜蜜糖罐（全3冊）
- 櫻丘天使（全2冊）
- 再來一次戀愛（全1冊）
- 小茗的猶豫（全1冊）
- 愛情GOGO（全1冊）
- 陽光Comp Any（全2冊）
- 愛的遊行萬萬歲（全2冊）
- Good Morning Call 愛情起床號（全11冊）
- 戀愛入門Study（全1冊）
- Good Morning Kiss 早安起床吻（1~12未完）

## 外部連結
- 高須賀由枝的Twitter （页面存档备份，存于）